# Ordem Rosacruz de Crotona
A Ordem Rosacruz Crotona era um suposto grupo Rosacruz fundado por George Alexander Sullivan em 1924. Provavelmente existiu anteriormente com o nome Ordem dos Doze de 1911-1914 e novamente em 1920. A ORC iniciou suas atividades primeiramente em Liverpool na Inglaterra e depois de 1930 em Christchurch. Seus membros estudavam temas esotéricos, e peças de teatro elaboradas por George Alexander Sullivan.
A sede do grupo em Christchurch era um edifício de madeira dennominado Ashrama Hall, que foi terminado em 1936. Em 1938, o grupo construiu o Teatro Jardim Christchurch, conhecido como o primeiro teatro Rosacruz da Inglaterra. O teatro apresentava peças místicas  (do dramaturgo ator e místico fundador da ordem, George Alexander Sullivan) durante o verão Europeu (junho-setembro)1938.
O número de atendentes da Ordem Rosacruz de Crotona sempre foi limitado, e o grupo tornou-se mais conhecido pela sua associação com Gerald Gardner e Peter Caddy. Após  o falecimento de George Alexander Sullivan em 1942, as atividades do grupo pararam.